# 朱镕基答记者问
《朱镕基答记者问》由人民出版社于2009年8月出版，内容是朱镕基在担任中华人民共和国国务院副总理、总理期间对中外记者提问的回答和部分境外演讲。全书分为四个部分：
1. 朱镕基担任国务院总理后，先后在九届全国人大会议的5次记者招待会上回答中外记者提问。
2. 朱镕基接受外国记者采访。
3. 朱镕基在境外发表演讲并回答提问。
4. 朱镕基在出访期间接受香港记者随行采访的部分内容。

朱镕基退休后深居简出，此次重回人们视野，这也是本书成为畅销书的原因。